# Любомир Деспотов
Любомир Владимиров Деспотов е български футболист, защитник, състезател на ФК Сливнишки герой (Сливница).

## Кратка спортна биография
Деспотов е роден в София през 1994 година. От ранна възраст започва да тренира футбол в ДЮШ на ПФК ЦСКА (София). През 2012 година навършва възраст за напускане на ДЮШ и през 2013 г. подписва с тима на ПФК Шумен 2010.
По-късно през 2013 година напуска Шумен в посока ПФК Марек (Дупница). Играе един сезон в тима от Дупница и от 2014 година е част от ФК Сливнишки герой (Сливница). Същата година става част от елитния ПОФК Ботев (Враца), но следващият сезон се завръща в клуба от Сливница.
През 2019 година преминава в тима на ФК Оборище (Панагюрище), а по-късно играе един полусезон във ФК Надежда (Доброславци). От 2021 г. отново е част от ФК Сливнишки герой.
Неговият брат Стоян Деспотов също е футболист, вратар. Играл е за ПФК ЦСКА (София) и ФК Сливнишки герой.